# Hans Benndorf
Hans Benndorf (Zurigo, 13 dicembre 1870 – Graz, 11 febbraio 1953) è stato un fisico austriaco.